# Silvia, frente a ti
Silvia, frente a ti é uma série de televisão biográfica produzida por Carla Estrada e Mónica Miguel para Televisa e exibida pelo Las Estrellas de 24 de fevereiro a 22 de março de 2019, substituindo Mi marido tiene más familia e sendo substituída por Doña Flor y sus dos maridos. Baseia-se na vida e no livro Esta soy yo: Silvia Pinal de Silvia Pinal.
Devido à pandemia de COVID-19, que impossibilitou a exibição de tramas inéditas, entre 27 de abril e 25 de maio de 2020, junto a Hoy voy a cambiar, que estreou sucessivamente, a série, passou a ser reprisada pelo seu canal original, ocupando o horário nobre das 21h30, até a estréia da sucessora inédita de Sin miedo a la verdad 3.
Tem Itatí Cantoral e Mía Rubín Legarreta, Lara Campos, Nicole Vale, e a primeira atriz Silvia Pinal nos papéis principais.

## Elenco
- Silvia Pinal - Ela mesma (narradora)
- Itatí Cantoral - Silvia Pinal
  - Lara Campos - Silvia Pinal (menina)
  - Nicole Vale - Silvia Pinal (jovem)
  - Mia Rubín Legarreta - Silvia Pinal (adolescente)
- Arturo Peniche - Coronel Luis Pinal
- Alberto Casanova - Rafael Banquells
- Gabriela Rivero - Sonia Gascón "La Gorda"
  - Roberta Burns - Sonia Gascón "La Gorda" (jovem)
- Adriana Nieto - Livia Rangel
  - Odemaris Ruiz - Livia Rangel (adolescente)
- Cassandra Sánchez Navarro - Viridiana Alatriste
- María Chacón - Alondra Román
- Manuel Masalva como Luis Felipe Román (baseado em Luis Enrique Guzmán)
- Vanya Aguayo - Fanny (baseada em Stephanie Salas)
- Marcelo Córdoba - Arturo de Córdova
- Pablo Montero - Gustavo Alatriste
- Gonzalo Guzmán - Felipe Román (baseado em Enrique Guzmán)
- Karen Rowe - Tía Beatriz
- Sebastián Moncayo - Ernesto Alonso
- Kenia Gascón - María Luisa "Merilú" Hidalgo
  - María de la Fuente - María Luisa "Merilú" Hidalgo (jovem)
- Fátima Torre - Tía Concha
- Luis José Santander - Moisés Pasquel
- Roberto Blandón - Luis Buñuel
- Maya Mishalska - Jeanne Ruccar
- Harry Geithner - Emilio Azcárraga Milmo
  - Eleazar Gómez - Emilio Azcárraga Milmo (jovem)
- Mane de la Parra - Fernando Frade
- Ernesto Laguardia - Julio Fernández (baseado em Tulio Hernández Gómez)
- José María Galeano - Enrique Rodríguez Alday "El Guero"
- Rafael Amador - Emilio Fernández
- José María Negri - Andrés Soler
- Fernando Alonso - Severiano de la Barrera
- David Ramos - Diego Rivera
- Pedro Sicard - Tulio Demicheli
- Plutarco Haza - Gregorio Wallerstein
- Sharis Cid - Libertad Lamarque
- Jorge Gallegos - Pedro Infante
- Leticia Perdigón - Eva
- Patricia Bernal - Abuela Jovita
- Susana Alexander - Secretaria XEW
- Lorena Velázquez - Diretora do colégio
- Ricardo Franco - Jorge Negrete
- Samuel Roga - Germán Valdés "Tin Tán"
- Roberto Sosa - Agustín Lara
- Juan Ignacio Aranda - Miguel Contreras Torres
- Sergio Klainer - Doutor
- Octavio Mier - Manolo Fábregas
- Victoria Camacho - Mónica Marbán
- Sara Montalvo - Josefina
- Carmen Becerra - Sara Dorantes (baseada em Sonia Infante)
- Claudia Troyo - Ariadne Welter
- Lorena Álvarez - Teresa
- Hanny Sáenz - Antonia
- Roberto Miquel - Ariel
- Ernesto Godoy - Carlos
- Rodrigo Abed - Psicólogo
- Miguel Pizarro - Detetive
- Carlo Guerra - Rogelio Guerra
- Raúl Araiza (filho) - Raúl Araiza (pai)
- Héctor Cruz - Mario Moya Palencia
- Michel López - Javier García

## Produção
- As gravações começaram em 16 de novembro de 2017.[6][7]
- E foi concluída em 20 de abril de 2018.[8]

Em dezembro de 2016, foi confirmado que a Televisa estava preparando uma série baseada na vida de Silvia Pinal, e que a produção começaria em fevereiro de 2017. Em maio 2017, foi anunciado que a série seria cancelada, mas mais tarde foi confirmado que apenas foi adiado. Por causa disso, Carla Estrada disse: "É um projeto que não interessa à Televisa no momento, portanto a pré-produção da série seria retomada em novembro de 2017". Em 16 de novembro de 2017, o início da produção da série foi oficialmente confirmado. As filmagens terminaram em abril de 2018.

### Elenco
Para o papel de Silvia Pinal em sua fase adulta, pensou-se em Fernanda Castillo, devido à sua semelhança, mas Castillo rejeitou o personagem porque ela já estava filmando a série El Señor de los Cielos. Em 28 de março de 2017, Carla Estrada confirmou Itatí Cantoral como protagonista adulta da série através de sua conta no Twitter. Em um comunicado à imprensa, Estrada confirmou a participação das atrizes Mía Rubín, Gala Prieto, Lara Campos, Nicole Vale e Sylvia Pasquel, que interpretarão Pinal em diferentes estágios de sua vida.

## Audiência
| Horário             | # Eps. | Estreia                 | Estreia           | Final               | Final           | Posição | Temporada | Classificação geral |
| Horário             | # Eps. | Data                    | Primeiro capítulo | Data                | Último capítulo | Posição | Temporada | Classificação geral |
| ------------------- | ------ | ----------------------- | ----------------- | ------------------- | --------------- | ------- | --------- | ------------------- |
| Segunda—Sexta 20h30 | 21     | 24 de Fevereiro de 2019 | 3.4               | 22 de Março de 2019 | 3.9             | #1      | 2019      | 3.07                |

## Prêmios e Indicações

### Premios TVyNovelas 2020
| Categoria                       | Nomeados                        | Resultados |
| ------------------------------- | ------------------------------- | ---------- |
| Melhor série dramática          | Carla Estrada                   | Ganhadora  |
| Melhor atriz de série dramática | Itatí Cantoral                  | Ganhadora  |
| Melhor ator de série dramática  | Gonzalo Guzmán                  | Indicado   |
| Os favoritos do público         |                                 |            |
| Tapa do ano                     | Gonzalo Guzmán e Itatí Cantoral | Indicados  |
| A mais bela                     | Itatí Cantoral                  | Indicada   |
| O sorriso mais belo             | Itatí Cantoral                  | Indicada   |
| O melhor final                  | Carla Estrada                   | Indicada   |
| Melhor elenco                   | Carla Estrada                   | Indicada   |

### TV Adicto Golden Awards
| Ano  | Categoria                        | Nomeados       | Resultado |
| ---- | -------------------------------- | -------------- | --------- |
| 2019 | Melhor cenografia e adereços     | Carla Estrada  | Ganadora  |
| 2019 | Melhor maquiagem e penteados     | Carla Estrada  | Ganadora  |
| 2019 | Melhor vestiário                 | Carla Estrada  | Ganadora  |
| 2019 | Melhor atuação especial femenina | Silvia Pinal   | Ganadora  |
| 2019 | Melhor protagonista femenina     | Itatí Cantoral | Ganadora  |

### Presea Luminaria de Oro 2019
- Reconocimiento por desempeño a: Carla Estrada[14]